# Drew Peterson
Drew Peterson (Libertyville, 9 de novembro de 1999) é um jogador norte-americano de basquete profissional que atualmente joga pelo Boston Celtics da National Basketball Association (NBA) e pelo Maine Celtics da G-League.
Ele jogou basquete universitário pela Universidade Rice e pela USC.

## Início da vida e carreira no ensino médio
Peterson cresceu em Libertyville, Illinois e frequentou a Libertyville High School. Em sua última temporada, ele foi eleito o Jogador do Ano do Condado após ter médias de 26,1 pontos, 8,5 rebotes e 4,4 assistências. Peterson se comprometeu a jogar basquete universitário pela Universidade Rice.

## Carreira universitária
Peterson começou sua carreira universitária na Universidade Rice. Como calouro, ele teve médias de 5 pontos e 3,3 rebotes. Durante sua segunda temporada, Peterson jogou em todos os 32 jogos da equipe e teve médias de 11,1 pontos, 6,5 rebotes e 3,5 assistências. Após o final da temporada, Peterson entrou no portal de transferências da NCAA.
Peterson inicialmente se comprometeu a se transferir para a Universidade de Minnesota mas depois se descomprometeu e reabriu seu recrutamento. Ele acabou se transferindo para a USC. Peterson teve médias de 9,8 pontos, cinco rebotes e 2,7 assistências em sua primeira temporada com a equipe. Em sua penultima temporada, ele foi nomeado para a Primeira-Equipe da Pac-12 após ter médias de 12.4 pontos, 6.2 rebotes e 3.3 assistências. Peterson inicialmente inscreveu seu nome no draft da NBA de 2022, mas depois se retirou e decidiu utilizar o ano extra de elegibilidade concedido aos atletas universitários que jogaram na temporada de 2020 devido à pandemia de COVID-19 e retornar a USC para uma terceira temporada. Ele repetiu como titular em sua última temporada e teve médias de 13,9 pontos, 6,2 rebotes e 4,3 assistências.

## Carreira profissional

### Sioux Falls Skyforce (2023)
Depois de não ser selecionado no draft da NBA de 2023, Peterson se juntou ao Miami Heat para a Summer League de 2023 e, em 11 de agosto de 2023, assinou com eles. No entanto, ele foi dispensado em 14 de outubro.
Em 30 de outubro, ele se juntou ao Sioux Falls Skyforce. Peterson teve médias de 15,2 pontos, 5,5 rebotes e 4,2 assistências em 13 jogos.

### Boston / Maine Celtics (2023–Presente)
Em 14 de dezembro de 2023, Peterson assinou um contrato de mão dupla com o Boston Celtics e com o Maine Celtics. Nove dias depois, ele fez sua estreia na NBA pelos Celtics na vitória por 145-108 sobre o Los Angeles Clippers. Peterson se tornou campeão da NBA quando os Celtics derrotaram o Dallas Mavericks em 5 jogos nas Finais da NBA. 
Em 3 de julho de 2024, Peterson renovou seu contrato com os Celtics.

## Estatísticas da carreira

### NBA
| Ano     | Equipe | PJ | PT | MPJ | AP   | 3P   | LL | RT | AS | BR | TO | PPJ |
| ------- | ------ | -- | -- | --- | ---- | ---- | -- | -- | -- | -- | -- | --- |
| 2023–24 | Boston | 3  | 0  | 7.6 | .667 | .600 | —  | .3 | .3 | .7 | .0 | 3.7 |

### Universidade
| Ano      | Equipe   | PJ  | PT  | MPJ  | AP   | 3P   | LL   | RT  | AS  | BR  | TO | PPJ  |
| -------- | -------- | --- | --- | ---- | ---- | ---- | ---- | --- | --- | --- | -- | ---- |
| 2018–19  | Rice     | 32  | 23  | 19.8 | .340 | .298 | .756 | 3.3 | 1.5 | .4  | .1 | 5.0  |
| 2019–20  | Rice     | 32  | 31  | 32.2 | .411 | .328 | .824 | 6.5 | 3.5 | 1.0 | .4 | 11.1 |
| 2020–21  | USC      | 33  | 30  | 28.7 | .424 | .385 | .701 | 5.0 | 2.7 | .6  | .3 | 9.8  |
| 2021–22  | USC      | 34  | 34  | 33.0 | .467 | .412 | .717 | 6.2 | 3.3 | .7  | .8 | 12.4 |
| 2022–23  | USC      | 33  | 33  | 35.9 | .442 | .358 | .752 | 6.2 | 4.3 | 1.1 | .8 | 13.9 |
| Carreira | Carreira | 164 | 151 | 29.9 | .416 | .356 | .750 | 5.4 | 3.0 | .7  | .4 | 10.4 |

Fonte:

## Prêmios e Homenagens
NBA
- Campeão da NBA: 2024